# Religioni in El Salvador
Il cristianesimo è la religione più diffusa in El Salvador. Secondo una stima del 2010 del Pew Research Center, i cristiani sono l'88,2% della popolazione (con una maggioranza di cattolici) e coloro che seguono altre religioni lo 0,8% della popolazione, mentre l'11% della popolazione non segue alcuna religione. Secondo una stima della CIA del 2014, i cristiani sono l'86% della popolazione e coloro che seguono altre religioni il 2% della popolazione, mentre il 12% della popolazione non segue alcuna religione. Una stima dell'Association of Religion Data Archives (ARDA) riferita al 2020 dà i cristiani al 96,7% circa della popolazione e coloro che seguono altre religioni al 2,6% circa della popolazione, mentre lo 0,7% circa della popolazione non segue alcuna religione.

## Religioni presenti

### Cristianesimo
Secondo la stima del 2010 del Pew Research Center, i cattolici rappresentano il 51,1% della popolazione, i protestanti il 35,7% della popolazione e i cristiani di altre denominazioni l'1,4% della popolazione. Secondo la stima della CIA del 2014, i cattolici sono il 50% della popolazione e i protestanti e gli altri cristiani il 36% della popolazione. Secondo le stime dell'ARDA del 2020, i cattolici sono il 70,9% della popolazione, mentre i protestanti e gli altri cristiani sono il 25,8% della popolazione.
La Chiesa cattolica è presente in El Salvador con una sede metropolitana, sette diocesi suffraganee e un ordinariato militare.
Il protestantesimo è in crescita nel Paese dagli anni settanta del Novecento. I protestanti presenti in El Salvador sono principalmente evangelicali e appartengono in maggioranza alle Assemblee di Dio e ad altre correnti pentecostali; seguono i battisti.  In misura minore sono presenti avventisti del settimo giorno, luterani, anglicani, metodisti, moraviani e presbiteriani.
In El Salvador è presente un piccolo gruppo di ortodossi, seguiti dalla Chiesa ortodossa russa e dalla Chiesa ortodossa serba.
Fra i cristiani di altre denominazioni vi sono i Testimoni di Geova, la Chiesa di Gesù Cristo dei Santi degli Ultimi Giorni (i Mormoni) e La Luz del Mundo (LLDM), una Chiesa antitrinitaria con la sede centrale in Messico.

### Altre religioni
In El Salvador una parte della popolazione indigena segue ancora le religioni etniche tradizionali basate sull'animismo; talvolta queste religioni etniche si mescolano al cristianesimo, dando luogo a forme di sincretismo religioso. Sono inoltre presenti piccoli gruppi di seguaci del bahaismo, dell'islam, dell'ebraismo, del buddhismo, dell'induismo e dei nuovi movimenti religiosi.